# Servizio sociale penitenziario
Il servizio sociale penitenziario è in Italia l'insieme di enti, ruoli e strutture con la «responsabilità di attivare un progetto riabilitativo (cd. programma individualizzato di trattamento) che non si esaurisce nella durata della pena ma va oltre il rapporto penale e si ramifica nel sociale».

## Storia
I principi della scuola positiva furono accolti in Italia nell'ordinamento penitenziario risalente al 1891, un anno dopo l'entrata in vigore del codice Zanardelli. All'epoca, l'assistenza penitenziaria era svolta tramite funzioni sia di patronato interno che esterno, sebbene a Napoli sin dal ‘600 risultava operativo un «avvocato dei poveri: un legale stipendiato dal governo per gli imputati e detenuti indigenti».
Il Fascismo introdusse il lavoro remunerato e la possibilità di godere delle licenze, «sorsero così gli assistenziari per i liberati da carcere ove si poteva trovare lavoro, vitto e alloggio con caratteristiche di temporaneità», nel 1940 se ne contano in 19 città che ospitavano complessivamente 8.168 detenuti.
Una grande conquista nel campo penitenziario fu la soppressione della segregazione cellulare, perché si riteneva fosse dannoso l'isolamento protratto nel tempo, alla quale fu sostituito il sistema di "riadattamento sociale" dove erano trasferiti i detenuti "buoni" cioè quelli che si erano distinti per buona condotta, il che preludeva alla concessione della liberazione condizionale (celebri gli istituti penitenziari modello di Orvieto e dell'isola di Gorgona).
Presso ogni Corte di Appello di concerto col Magistrato lavorava un cittadino benemerito all'assistenza sociale nominato dal Direttore Penitenziario che svolgeva i compiti propri del servizio sociale tra i quali si segnalano, tra l'altro, la valutazione (inchiesta sociale), l'avviamento al Tribunale per i minorenni, l'invio in Istituti o alle famiglie, l'erogazione di sussidi, le allocazioni in colonia. Anche le forze di polizia di concerto col Consiglio di Patronato potevano partecipare all'assistenza sociale.
Con l'avvento della Repubblica furono numerosi e vani i tentativi di riforma. La legge 1085/1962 introdusse i Centri di Servizio Sociale per Adulti (art. 126) presso i tribunali di sorveglianza con compiti di "vigilanza e assistenza" (art. 81) e permise di effettuare i primi esperimenti tramite l'affido in prova al servizio sociale attestatesi col la legge 26 luglio 1975 n. 354 che collocò su detti centri alle dipendenze dirette del Ministero della giustizia sottraendoli dalla direzione penitenziaria.
I primi assistenti sociali per adulti furono assunti in "ruolo" nel 1977, mentre quelli per minori erano già operativi da più di 40 anni. Ulteriori agevolazioni in favore dei liberati sono state introdotte dalla legge 663/86 legge Gozzini per chi si era macchiato di reati gravi quali il sequestro di persona, il terrorismo e la criminalità organizzata e dalla legge 165/98 "legge Simeone" che ha introdotto il ricovero obbligatorio per i malati di Aids, la sospensione d'ufficio per i reati di stupefacenti e la detenzione domiciliare per pene residuali.

## Attori del servizio sociale penitenziario
Presso ogni Tribunale di sorveglianza l'Ufficio di Esecuzione Penale Esterna si occupa di:
- inchieste sociali: indagini socio-familiari per pareri su misure alternative;
- osservazione scientifica: sulle capacità di relazione del soggetto col mondo circostante;
- vigilanza: sulla condotta del soggetto in prova;
- sostegno: durante la detenzione domiciliare o pene non detentive;
- assistenza: alle famiglie dei detenuti in rete con gli altri enti del terzo settore;
- consulenza: partecipando all'osservazione del soggetto e all'organizzazione di attività ricreative;
- amministrazione: gestendo la cassa, si occupa di eventuali rimborsi al personale volontario, cura le procedure contrattuali per l'acquisto di beni e servizi.

Il piano di trattamento è realizzato dal "gruppo di osservazione" ed è approvato dal magistrato di sorveglianza che può rinviarla all'équipe se ritiene che non sia idoneo; l'équipe è formata dal direttore penitenziario, dall'educatore, dall'assistente sociale, dallo psicologo, dal titolare del servizio di custodia e dal cappellano che hanno il compito di osservare i comportamenti del detenuto durante il trattamento.
Il gruppo di osservazione redige periodicamente una relazione sull'andamento del piano da inviare al magistrato di sorveglianza che tiene conto anche del coefficiente di variazione dei fattori della personalità registrati prima della detenzione (es. subcultura deviante, attività lavorative svolte, origini familiari, etc.), particolare attenzione è rivolta ai "nuovi giunti", cioè le persone che entrano per la prima volta in carcere, in quanto l'esperienza dimostra che il primo impatto con il carcere è un fattore di instabilità del soggetto.
Presso ogni Tribunale minorile l'Unità di Servizio Sociale Minorile si occupa di tre tipi di assistenza: quella affettiva e psicologica dei genitori o di altra persona che ne fa le veci, l'assistenza tecnico giuridica dell'avvocato (impiegato dalla famiglia o nominato d'ufficio) ed in ogni caso, l'assistenza dei Servizi Sociali e degli Enti Locali. In tutte e tre le ipotesi si tratta di un diritto intangibile, la cui violazione comporta o dovrebbe comportare l'invalidità degli atti compiuti senza il rispetto dello stesso.
Il servizio sociale parte dalla considerazione che il processo prima ancora del carcere incida pesantemente nella vita del minore, quasi al pari di una vera e propria pena, scatenando ansie in lui e nella sua famiglia; quest'ultima è negativamente condizionata nel compito di mantenimento e di cura affettiva e psicologica che le è assegnato dalla Legge (art. 433 c.c.). L'obiettivo del servizio sociale è mettere in evidenza nei tempi immediatamente successivi alla denuncia i problemi che possono inficiare lo sviluppo del minore.